# Бульвар Энтузиастов
Бульва́р Энтузиа́стов — улица в центре Москвы в Таганском районе между площадью Рогожская Застава и железнодорожным мостом, по которому проходят линии Курского направления МЖД и Горьковского направления МЖД.

## Происхождение названия
Прежнее название «Владимирская Бульварная улица» дано по её расположению при начале Владимирского шоссе и наличию на ней бульвара. После появления названия шоссе Энтузиастов улица в 1922 году была переименована в бульвар Энтузиастов.

## Описание

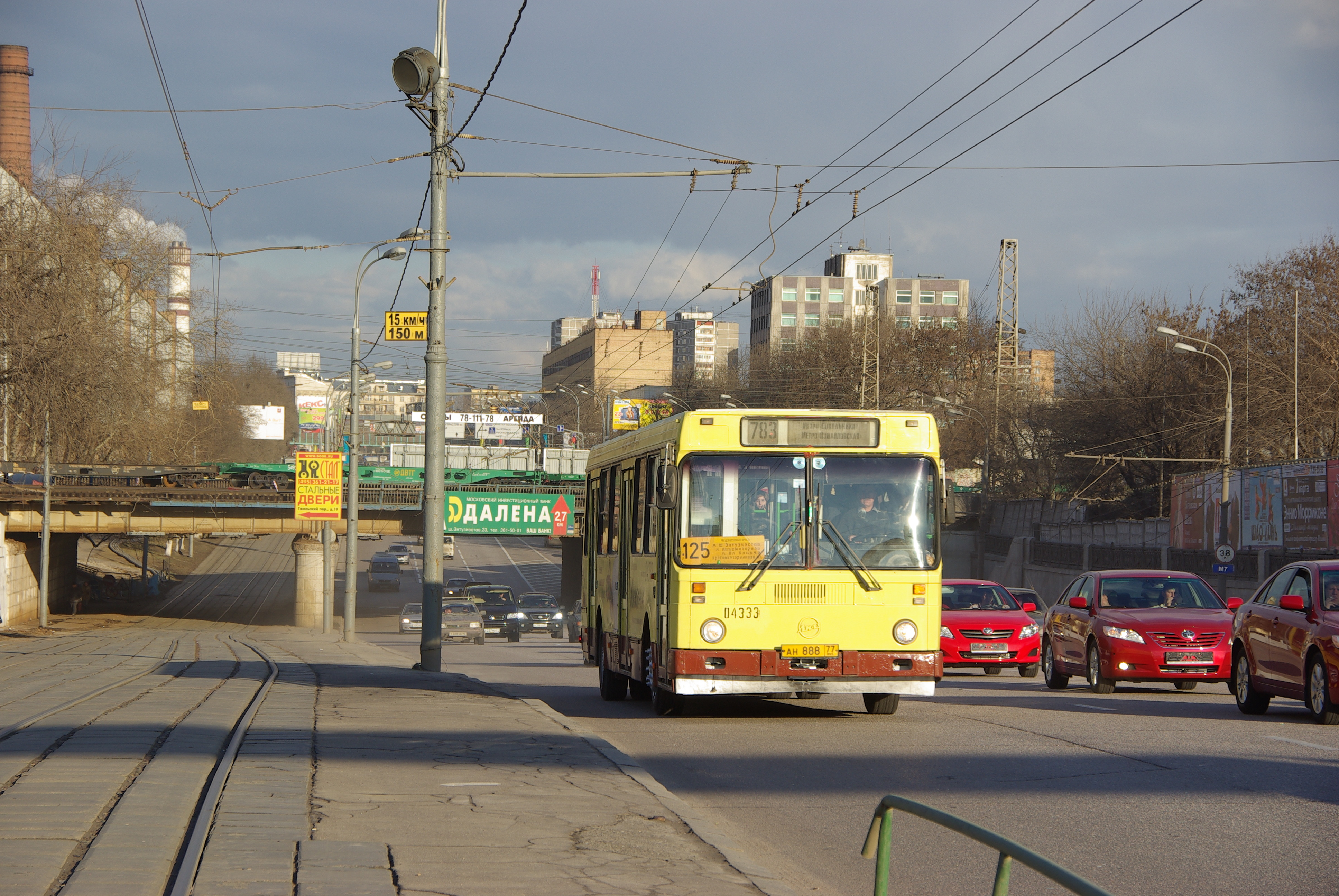
Бульвар Энтузиастов в 2008 году. В 2024 этот железнодорожный путепровод был перестроен.

Бульвар Энтузиастов продолжает улицу Сергия Радонежского за площадью Рогожская Застава, проходит с запада на восток и за железнодорожным мостом Курского и Горьковского направлений МЖД переходит в шоссе Энтузиастов. С южной стороны к началу бульвара примыкают улица Рогожский Вал и проезд, соединяющий Рабочую и Международную улицы. С северной стороны к началу бульвара примыкает улица Золоторожский Вал. Фактически в настоящее время улица представляет собой начальный участок крупной восточной радиальной магистрали — шоссе Энтузиастов и бульваром в точном смысле слова не является, сохраняя это название лишь исторически.

## Транспорт
На бульваре расположены:
- станции метро «Площадь Ильича» Калининской линии и «Римская» Люблинско-Дмитровской линии
- остановки трамваев 2, 12, 38, 46 (в обоих направлениях)
- остановка автобусов м6, т53, 125, 340, 365, 567, н4 (в сторону шоссе Энтузиастов)
- на расстоянии 160 метров от бульвара в северном направлении располагается платформа «Серп и Молот» Горьковского направления МЖД
- на расстоянии 280 метров от восточного конца бульвара располагается платформа «Москва-Товарная» Курского направления МЖД

## Учреждения и организации
На бульваре числится одно здание по чётной стороне (дом № 2 — бизнес-центр «Golden Gate»). Все остальные здания, фактически расположенные на бульваре, числятся на прилегающих улицах.

## Галерея

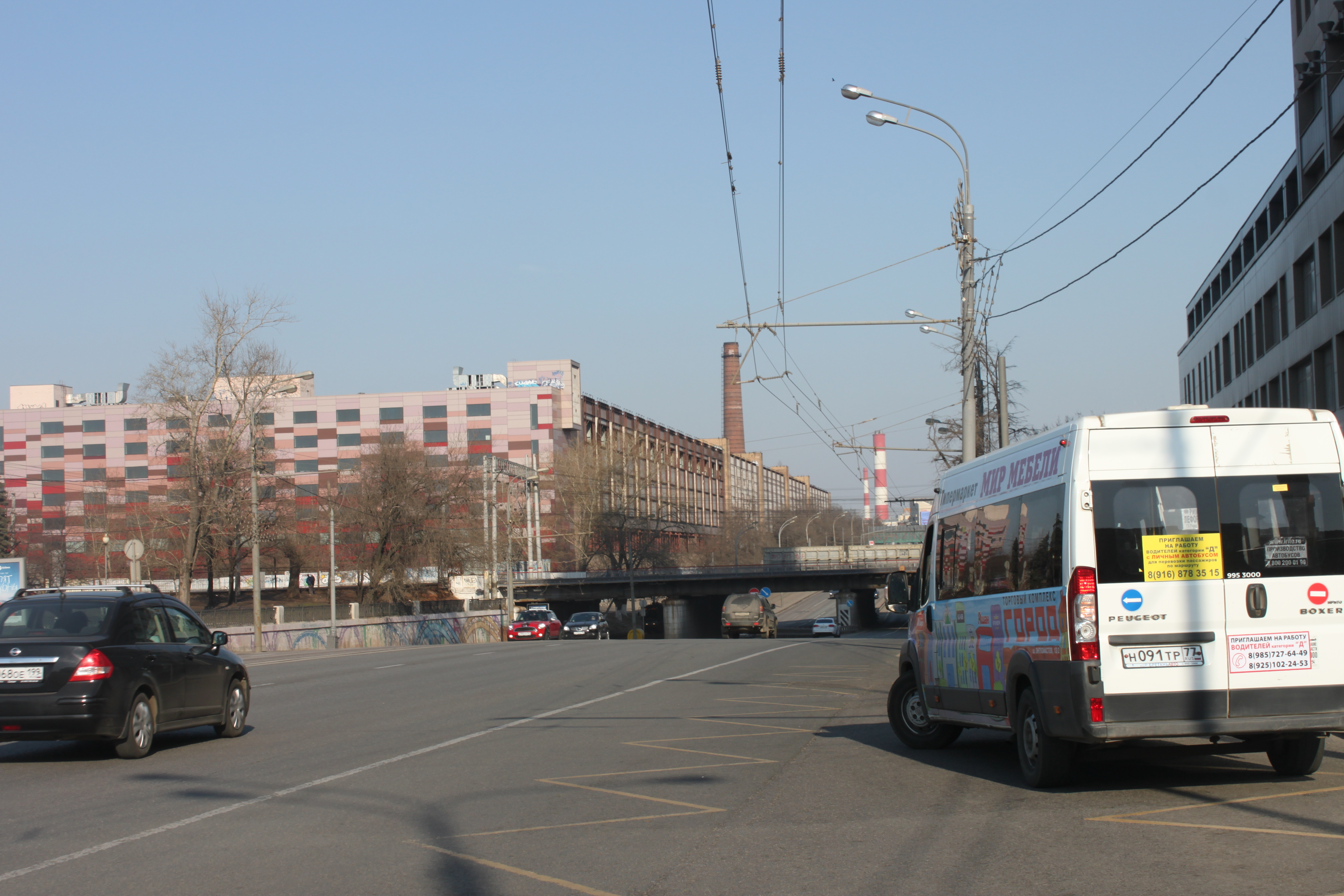
Вид от остановки «Станция метро Римская»
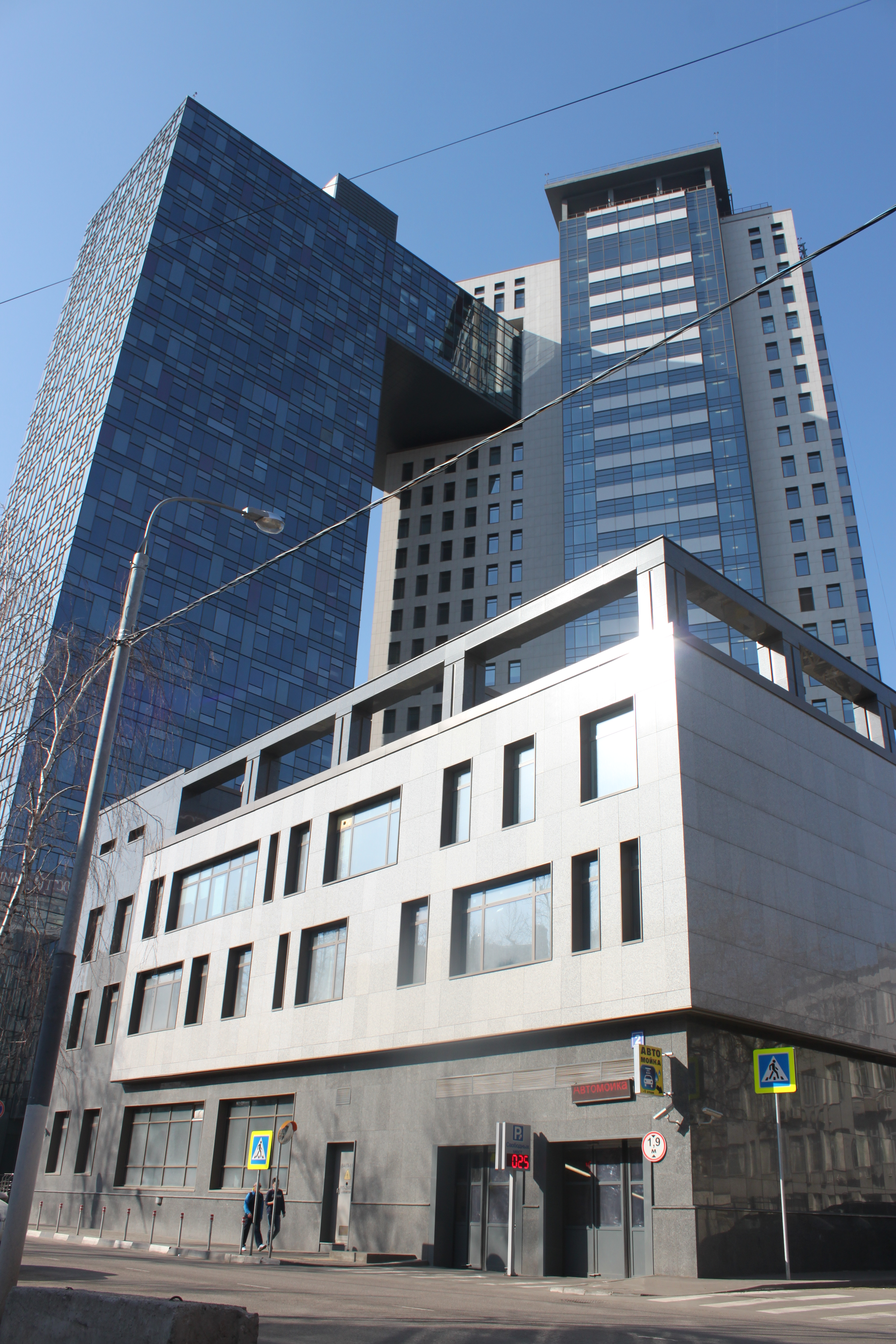
Бизнес-центр «Golden Gate»